# Volta a Portugal de 2005
A 67ª Volta a Portugal em Bicicleta disputou-se entre os dias 5 e 15 de Agosto de 2005. Nesta edição percorreram-se 1.596,1 km.

## Equipas
Participaram 147 corredores de 17 equipas:
- Milaneza-Maia
- Barbot-Pascoal
- Imoholding-Loulé
- Madeinox-A.R. Canelas
- Riberalves-Goldutrition
- Carvalhelhos-Boavista
- ASC-Chenco Jeans
- Paredes Rota dos Móveis-Beira Tâmega
- Duja-Tavira
- LA Alumínios-Liberty Seguros
- Fassa Bortolo
- Lampre-Caffita
- Communidad Valenciana
- Team Barloworld-Vasir
- Spiuk
- Orbea
- Catalunya-Angel Mir

## Etapas
| Detalhe   | Data         | Cidades da etapa                           | km              | Vencedor da etapa             | Líder da classificação geral |
| 1ª etapa  | 5 de Agosto  | Oeiras-Lisboa                              | 162,7           | Jeobany Chacon Colômbia       | Jeobany Chacon Colômbia      |
| 2ª etapa  | 6 de Agosto  | Cartaxo-Figueira da Foz                    | 187,9           | Cândido Barbosa Portugal      | Jeobany Chacon Colômbia      |
| 3ª etapa  | 7 de Agosto  | Lousã-Fundão                               | 156,2           | Vladimir Efimkin Rússia       | Vladimir Efimkin Rússia      |
| 4ª etapa  | 8 de Agosto  | Penamacor-Castelo Branco                   | 216,7           | Rui Lavarinhas Portugal       | Vladimir Efimkin Rússia      |
|           | 9 de Agosto  | Dia de descanso                            | Dia de descanso | Dia de descanso               | Dia de descanso              |
| 5ª etapa  | 10 de Agosto | Termas de Monfortinho-Gouveia              | 183,7           | Jorge Ferrio Espanha          | Vladimir Efimkin Rússia      |
| 6ª etapa  | 11 de Agosto | Trancoso-Fafe                              | 173,1           | Cândido Barbosa Portugal      | Vladimir Efimkin Rússia      |
| 7ª etapa  | 12 de Agosto | Fafe-Santo Tirso                           | 160,5           | Cândido Barbosa Portugal      | Vladimir Efimkin Rússia      |
| 8ª etapa  | 13 de Agosto | Celorico de Basto-Alto da Senhora da Graça | 196,8           | Adolfo Garcia Quesada Espanha | Vladimir Efimkin Rússia      |
| 9ª etapa  | 14 de Agosto | Lordelo-São João da Madeira                | 143,2           | Bruno Neves Portugal          | Vladimir Efimkin Rússia      |
| 10ª etapa | 15 de Agosto | Viseu-Viseu                                | 36,8 (CRI)      | Claus Moller Dinamarca        | Vladimir Efimkin Rússia      |

## Classificação Final
| Lugar | Nome                  | Nacionalidade | Equipa                               | Tempo     |
| 01.   | Vladimir Efimkin      | Rússia        | Team Barloworld-Valsir               | 39h29m39s |
| 02.   | Cândido Barbosa       | Portugal      | LA Alumínios-Liberty Seguros         | a 34s     |
| 03.   | Adolfo Garcia Quesada | Espanha       | Comunidad Valenciana                 | a 3m25s   |
| 04.   | Juan Gomis            | Espanha       | Comunidad Valenciana                 | a 3m46s   |
| 05.   | Pedro Arreitunandia   | Espanha       | Team Barloworld-Valsir               | a 4m00s   |
| 06.   | Andrei Zintchenko     | Rússia        | Milaneza-Maia                        | a 5m31s   |
| 07.   | Claus Moller          | Dinamarca     | Barbot-Pascoal                       | a 6m24s   |
| 08.   | Francisco Perez       | Espanha       | Milaneza-Maia                        | a 6m51s   |
| 09.   | José Rodrigues        | Portugal      | Paredes Rota dos Móveis-Beira Tamega | a 7m17s   |
| 10.   | Krasimir Vasilev      | Bulgária      | Duja-Tavira                          | a 7m29s   |

## Outras Classificações
Pontos (camisola branca): Cândido Barbosa - L.A. Aluminios-Liberty Seguros
Montanha (camisola azul): Krasimir Vasilev - Duja-Tavira
Juventude (camisola laranja): Vladimir Efimkin - Team Barloworld-Vasir
Geral Equipas: Communidad Valenciana